# Halina Lewicka
Halina Lewicka (* 1906; † 1983) war eine polnische Romanistin.

## Leben und Werk
Halina Lewicka lehrte französische Sprache und Literatur an der Universität Warschau.

## Werke
- Z zagadnień jezykoznawstwa ogólnego. Zbiór artykułów z czasopiśmiennictwa radzieckiego, Warschau 1953 [Les problèmes de linguistique générale.  La collection d'articles de presse périodique soviétique]
- La langue et le style du théâtre comique français des XVe et XVIe siec̀les. La dérivation. Les composés, 2 Bde., Warschau/Paris 1960–1968
- (Hrsg.) Bergerie de l'agneau de France à cinq personnages (1485), Genf 1961
- (Hrsg. mit Eugénie Droz) Le Recueil Trepperel. 2. Les farces. 1. Les Sotties, Genf 1961–1974 (zuerst hrsg. von Eugénie Droz, Paris 1935)
- (Hrsg.) Le Recueil du British Museum. [Farces, soties, moralités.], Genf 1970
- Études sur l’ancienne farce française, Paris 1974
- Bibliographie du théâtre profane français des XV et XVI siècles, Neuilly-sur-Seine 1972; hrsg. von Janina Majerowa, Breslau/Paris 1980; (mit Teresa Jaroszewska) Supplément,  Breslau 1987
- (Hrsg.) Le Comique verbal en France au XVIe siècle. Actes du colloque organisé par l’Institut d’études romanes et le Centre de civilisation française de l’Université de Varsovie (avril 1975), Warschau 1981
- (mit Krzysztof Bogacki u. a.) Dictionnaire sémantique et syntaxique des verbes français, Warschau 1983